# Averroè
(Dante Alighieri, Divina Commedia, Inferno, IV, v. 144.)
Averroè, nome con cui nell'Europa medievale era conosciuto ʾAbū al-Walīd Muḥammad ibn ʾAḥmad ibn Rušd (in arabo أبو الوليد محمد ابن احمد ابن رشد‎?), latinizzato come Aven Roshd e infine come Averrhoës o Averroës (Cordova, 14 aprile 1126 – Marrakech, 10 dicembre 1198), è stato un filosofo, medico, matematico, giudice e giurisperito arabo, considerato dai cristiani, insieme al suo precursore Avicenna, il più influente filosofo musulmano del Medioevo, mentre i musulmani gli preferiscono Al-Ghazali.
Autore di oltre 100 libri e trattati, le sue opere filosofiche includono numerosi commenti di Aristotele: pertanto, era conosciuto nel mondo occidentale come Il commentatore e padre del razionalismo. È stato anche giudice capo e medico di corte per il califfato almohade.
Nato nel 1126 da una famiglia di eminenti giudici, nel 1169 fu presentato al califfo Abu Yaqub Yusuf, che, rimasto colpito dalle sue conoscenze, divenne il suo mecenate e commissionò molti dei commentari che il filosofo avrebbe scritto. In seguito Averroè servì più mandati come giudice a Siviglia e Córdoba. Nel 1182 fu nominato medico di corte e giudice supremo di Córdoba. Dopo la morte di Abu Yusuf nel 1184, rimase a favore del re fino a quando cadde in disgrazia nel 1195. Fu preso di mira con varie accuse, probabilmente per motivi politici, e fu esiliato nella vicina Lucena. Tornò nelle grazie reali poco prima della sua morte.
Averroè era un forte sostenitore dell'aristotelismo; tentò di ripristinare quelli che considerava gli insegnamenti originali di Aristotele e si oppose alle tendenze neoplatoniche dei primi pensatori musulmani, come Al-Farabi e Avicenna. Difese inoltre la ricerca della filosofia contro le critiche dei teologi ashariti come Al-Ghazali, sostenendo che fosse ammissibile nell'Islam e persino obbligatoria tra alcune élite. Affermò inoltre che i testi sacri dovessero essere interpretati allegoricamente qualora ciò contraddicesse le conclusioni raggiunte dalla ragione e dalla filosofia. Per quanto riguarda la giurisprudenza islamica, scrisse il Bidāyat al-Mujtahid sulle differenze tra le scuole di diritto islamiche e i princìpi che avevano causato le loro differenze. In medicina, propose una nuova teoria dell'ictus, descrisse per la prima volta i segni e i sintomi del morbo di Parkinson e potrebbe essere stato il primo a identificare la retina come la parte dell'occhio responsabile del rilevamento della luce. Il suo libro di medicina Al-Kulliyat fi al-Tibb, tradotto in latino e noto come Colliget, è diventato un libro di testo in Europa per secoli.
La sua eredità nel mondo islamico è stata modesta per ragioni geografiche e intellettuali. In occidente, Averroè divenne noto per i suoi ampi commenti su Aristotele, molti dei quali furono tradotti in latino ed ebraico. Le traduzioni della sua opera risvegliarono l'interesse dell'Europa occidentale per Aristotele e per i pensatori greci, un'area di studio che era stata ampiamente abbandonata dopo la caduta dell'Impero Romano. I suoi pensieri generarono controversie nella cristianità latina e innescarono un movimento filosofico chiamato Averroismo basato sui suoi scritti. La sua tesi sull'unità dell'intelletto, proponendo che tutti gli esseri umani condividessero lo stesso intelletto, divenne una delle dottrine averroiste più note e controverse in occidente. Le sue opere furono condannate dalla Chiesa cattolica nel 1270 e 1277. Sebbene indebolito dalle condanne e dalle critiche di Tommaso d'Aquino, l'averroismo latino continuò ad attrarre seguaci fino al XVI secolo.

## Biografia
Averroè nacque nella Spagna musulmana in una famiglia di famosi giuristi berberi della scuola malikita; sia il nonno paterno ʿAbd al-Walīd Muḥammad, sia il padre, ʿAbd al-Qāsim Aḥmad, erano qāḍī (autorità locali incaricate di amministrare la giustizia) nella Cordova almohade.
Il suo percorso educativo e scolastico è stato convenzionale; iniziò con gli studi del ḥadīth, ossia l'insieme dei racconti tradizionali attribuiti a Maometto, proseguì con la giurisprudenza e la teologia. Gli storici ritengono che data la notevole influenza esercitata su di lui da Avempace, la possibilità di una leale collaborazione tra i due, con Averroè come allievo, non sia da escludere completamente.
Divenne medico, giurista e filosofo. Fu anch'egli qadi di Siviglia e poi di Cordova. Scrisse numerosi commenti su Aristotele, alcune opere filosofiche originali e una enciclopedia di medicina.
Risultò fondamentale la sua permanenza a Marrakech ai tempi del califfo 'Abd al-Mu'min, nel momento della forte espansione militare degli Almohadi e della loro influenza religiosa, priva di eresie, ma caratterizzata da rigidi formalismi e da una stretta obbedienza al Corano e alla tradizione ortodossa o Sunna, ossia ai codici di comportamento.
L'opera filosofica più importante di Averroè fu L'incoerenza dell'incoerenza (Tahāfut al-tahāfut), composta circa nel 1180, diventata in lingua latina la Destructio destructionis philosophorum, in cui egli prese le difese della filosofia aristotelica contro le critiche esposte da al-Ghazali nel trattato L'incoerenza dei filosofi (Tahāfut al-falāsifa), che in latino era diventata la Destructio philosophorum, in cui si sosteneva che il pensiero di Aristotele, e la filosofia in generale, fossero in contraddizione con l'Islam. La tesi fondamentale di Averroè era esattamente opposta: egli sosteneva che la verità può essere raggiunta sia attraverso la religione rivelata sia attraverso la filosofia speculativa.
Durante l'ondata di fanatismo religioso almohade che attraversò al-Andalus alla fine del XII secolo, egli fu esiliato a Marrakech, dove divenne un uomo di corte del "califfo" Abū Yūsuf Yaʿqūb al-Mansur e lavorò come medico nel maristan (ospedale) Dār al-Faraj.

## Le opere di Averroè

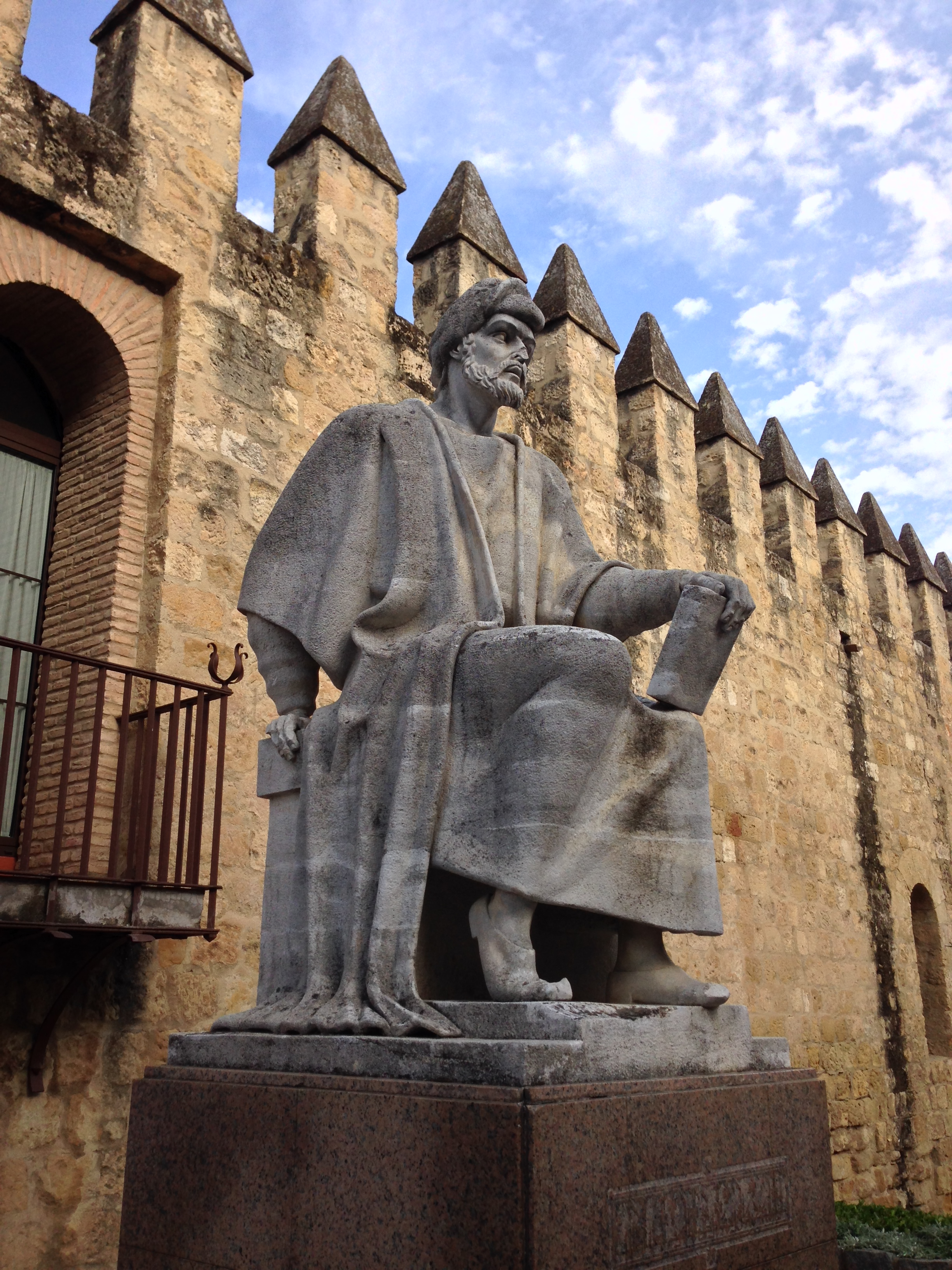
Statua di Averroè a Cordova

Storicamente, Averroè fu importantissimo per i suoi commentari sulle opere di Aristotele, che in Occidente erano state quasi completamente dimenticate (prima del 1150 solo pochissime opere aristoteliche erano accessibili nell'Europa latina). Il recupero della tradizione aristotelica in Europa deve moltissimo alla traduzione in latino degli scritti di Averroè, iniziata nel XII secolo. Tommaso d'Aquino, anche se si oppose ad alcune correnti di pensiero averroiste a lui contemporanee, allora fortemente rappresentate nell'università parigina, ha in comune con Averroè una profonda rivalutazione dell'opera di Aristotele. Nella sua opera L'incoerenza dell'incoerenza, difese la filosofia aristotelica dalle critiche avanzate dall'altro grande pensatore musulmano al-Ghazali nel saggio L'incoerenza della filosofia. Al-Ghazali arguì che l'aristotelismo, soprattutto quello presentato negli scritti di Avicenna, si dimostrava un modello ricco di contraddizioni e non rispettava gli insegnamenti dell'Islam. Averroè dimostrò che entrambe le accuse di al-Ghazali erano infondate, sostenendo che l'interpretazione di Avicenna aveva distorto il pensiero aristotelico.
Nell'opera del Kitāb faṣl al-Maqāl appoggiò il lavoro d'indagine dei filosofi, ritenendolo non foriero di blasfemia né di miscredenza.
Nel saggio Kitāb al-Kashf criticò apertamente la scuola teologica islamica asharita, fondata dal teologo yemenita Abu al-Hasan al-Ash'ari, che dal 900 d.C. si era diffusa nel mondo musulmano.

### Filosofia

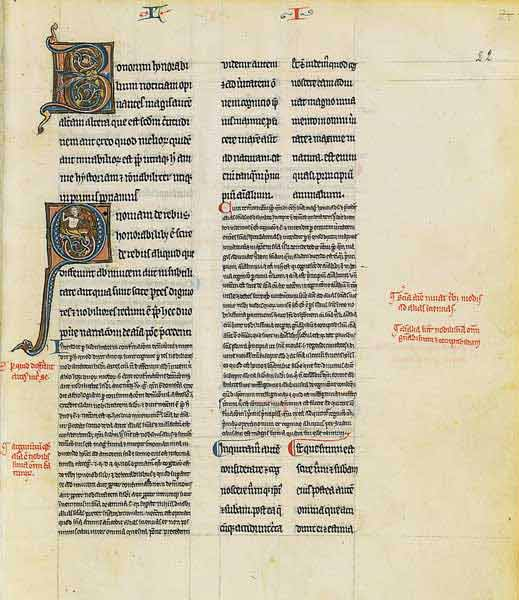
Commentarium magnum Averrois in Aristotelis De Anima libros. Manoscritto francese, anno 1275

Averroè affermò che tra religione e filosofia non vi è alcuna conflittualità, poiché le eventuali divergenze sono riconducibili solo a differenze d'interpretazione, o meglio le due discipline perseguono due strade per raggiungere la stessa verità: quella religiosa si basa sulla fede, non può essere dimostrata e non richiede una particolare formazione per capirla, mentre quella filosofica è riservata a un'élite di pochi intellettuali, capaci di approfondire studi difficili.
Nel modello di pensiero metafisico averroista, è stato contemplato il concetto di esistenza che precede l'essenza, chiave di lettura fondamentale dell'interpretazione esistenzialista, in reazione al concetto avicenniano di essenza anteriore all'esistenza.
I filosofi, sostenne Averroè, hanno il pieno diritto di studiare la religione utilizzando gli strumenti della ragione, perché l'Islam non lo vieta.
Nella sua disquisizione sull'anima, si soffermò sulla duplice natura di quest'ultima, suddivisa in una parte individuale non eterna, e in una divina, condivisa da tutti gli esseri umani.
I suoi scritti furono tradotti in ebraico da Jacob Anatoli nel XIII secolo e influenzarono la filosofia ebraica da Maimonide fino a Spinoza.

### Religione
Averroè compose un lungo libro intitolato Al-Kashf ʿan manāhij al-adilla fī ʿaqāʾid al-milla (trad. "L'esposizione dei tipi di prove nelle dottrine della religione") con l'obiettivo di esaminare le dottrine religiose contemporanee e verificarne la autenticità e la correttezza dal punto di vista del legislatore. Averroè si soffermò soprattutto sulle quattro correnti teologiche più diffuse ai suoi tempi, iniziando dai mutaziliti che cercarono di coniugare la logica ed il razionalismo con le dottrine dell'Islam; puntò, in seguito, la sua attenzione sulla teologia speculativa degli Ash'ari ("ashariti") che diversamente dai primi ritennero che la ragione e la ricerca eseguita con gli strumenti umani non avrebbe potuto condurre alla comprensione di Dio; Averroè proseguì il suo studio conoscitivo approfondendo gli elementi del sufismo, ossia quella forma di ricerca mistica tipica dei musulmani che utilizza concetti derivanti da fonti greche, persiane e indù; infine terminò il suo giro d'orizzonte con la corrente religiosa più vicina al fondamentalismo a lui contemporaneo.
A questo punto Averroè approfondì la tematica della esistenza di Dio e delle diverse possibilità offerte all'essere umano per confermarla. Nella sua ricerca teologica, Averroè rintracciò solo due argomentazioni salde e congruenti; mentre la prima riguardò la provvidenza, secondo la quale ogni oggetto dell'universo è al servizio, in qualche modo, dell'umanità e quindi Dio può essere identificato come un perfetto creatore; la seconda argomentazione si riferì alle invenzioni di tutti gli oggetti della natura e dell'universo, progettati, certamente non in modo casuale, e ovviamente da Dio.
Per rinsaldare le prove dell'esistenza di Dio, Averroè spiegò la natura e gli attributi della divinità. Ancora una volta si riagganciò alle credenze degli ashariti che non solo non negavano l'eventualità di una doppia divinità, ma ne mettevano in discussione anche l'onnipotenza. Averroè affermò che se ci fosse per davvero una doppia divinità, entrambe godrebbero degli stessi attributi e quindi opererebbero assieme. Contemporaneamente Averroè segnalò che sia il sentire comune come pure la ragione, optavano verso la presenza di una divinità unica.
Averroè si soffermò sulla possibilità della uguaglianza degli attributi divini e umani, e formulò l'esempio della conoscenza, che lui contestò, in questo caso sostenendo che la conoscenza umana è il prodotto dell'effetto della conoscenza divina (emanazione), che è diversa da quella umana poiché Dio, essendo la causa prima dell'universo, possiede le cognizioni delle cause dell'essere e dell'esistenza. Averroè discusse anche sulla mutabilità delle conoscenze divine, che però, affermò il pensatore di Cordova assume una importanza secondaria dato che Dio è padrone della conoscenza di ogni atto.

### Cosmologia

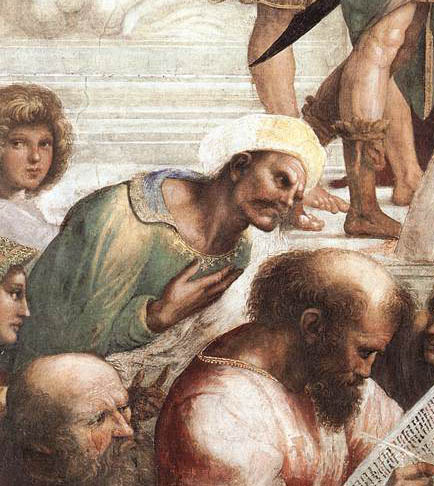
Averroè - che il gran comento feo - ritratto da Raffaello nella Scuola di Atene, ospitata nella Stanza della Segnatura: una delle quattro "Stanze Vaticane" poste all'interno dei Palazzi Apostolici.

Averroè invitò i suoi lettori a non confondere il lavoro umano, che può permettersi pause di riflessione o di riposo, da quello Eterno, che non prevede intervalli di tempo tra decisione e azione come neppure titubanze causate da desideri particolari. Chiarendo maggiormente il concetto,  Averroè indicherà come primaria, dal punto di vista della creazione, non tanto la scelta fra due opportunità (es.oggetti), quanto quella fra esistenza e non esistenza.
Il mondo, con il suo essere e il suo tipo di esistenza è solamente una delle tre categorie di esistenze possibili (un'altra è quella divina), ed è caratterizzata da una causa agente che guida la vita. Averroè sottolineò che in nessuna parte del Corano viene descritta la vita preesistente e nemmeno si rilevano informazioni sulla esistenza prima della creazione del mondo, mentre il Corano ci informa che le azioni di Dio sono inalterabili.
Nel cosmo Averroè rilevò due classi di oggetti eterni, che costituiscono la divisione tra il mondo celeste e quello fisico sublunare, e sono le essenze eterne e le cose eterne.
La visione del cosmo di Averroè è triplice, in quanto comprende i corpi celesti, il mondo fisico e una prima causa agente (divina). Il grande pensatore ci ha presentato il suo modello cosmologico usando una analogia con la Nazione, nella quale gli individui obbediscono e imitano il Re. La società è formata da una serie di anelli sovrapposti che vanno dal più piccolo, che è una singola famiglia guidata da un capo, fino all'anello più grande, quello della corte, anch'esso avente un riferimento di guida. Questa stessa gerarchia è ritrovata da Averroè nell'ambito cosmologico e quindi in base al grado di "nobiltà", quello che noi umani percepiamo è proprio la scala gerarchica, e quindi stelle, pianeti. Esattamente come un Re emana e muove i suoi sudditi più vicini, allo stesso modo si rianima l'anello (o la sfera) della stelle fisse e così via.

### Psicologia

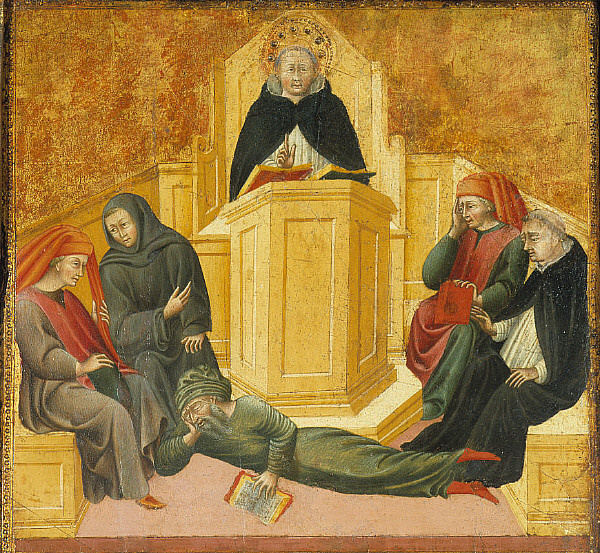
Giovanni di Paolo, Tommaso d'Aquino confonde Averroè (1445), Saint Louis, Museo dell'arte

Averroè definì l'intelletto come una sostanza eterna, incorporea, scomponibile in intelletto agente e in intelletto passivo: il primo si relaziona con l'essere umano tramite una "ragione materiale", che è eterna; è costituito da una sostanza analoga alla causa prima e quindi anche all'anima, che venne considerata da Averroè come la "forma del corpo", ontologicamente identica con l'intelletto attivo.
L'intelletto passivo, invece, venne definito come quella parte connessa con i sensi.
L'intelletto insegue la perfezione, essendo il pensiero focalizzato su un oggetto ben preciso, quanto più vasto è l'oggetto di indagine, tanto più perfetto è l'intelletto.
Secondo studi recenti per Averroè esisteva un terzo intelletto: l'intelletto del possibile. Questo intelletto era considerato universale, e fa da mediatore fra Dio e gli uomini. L'uomo si realizza quando raggiunge l'intelletto possibile.
Averroè usa il famoso esempio che paragona l'uomo come un occhio al buio, solo con il sole riesce a focalizzare in modo perfetto le cose; il sole viene paragonato all'intelletto d'agente.

### Astronomia

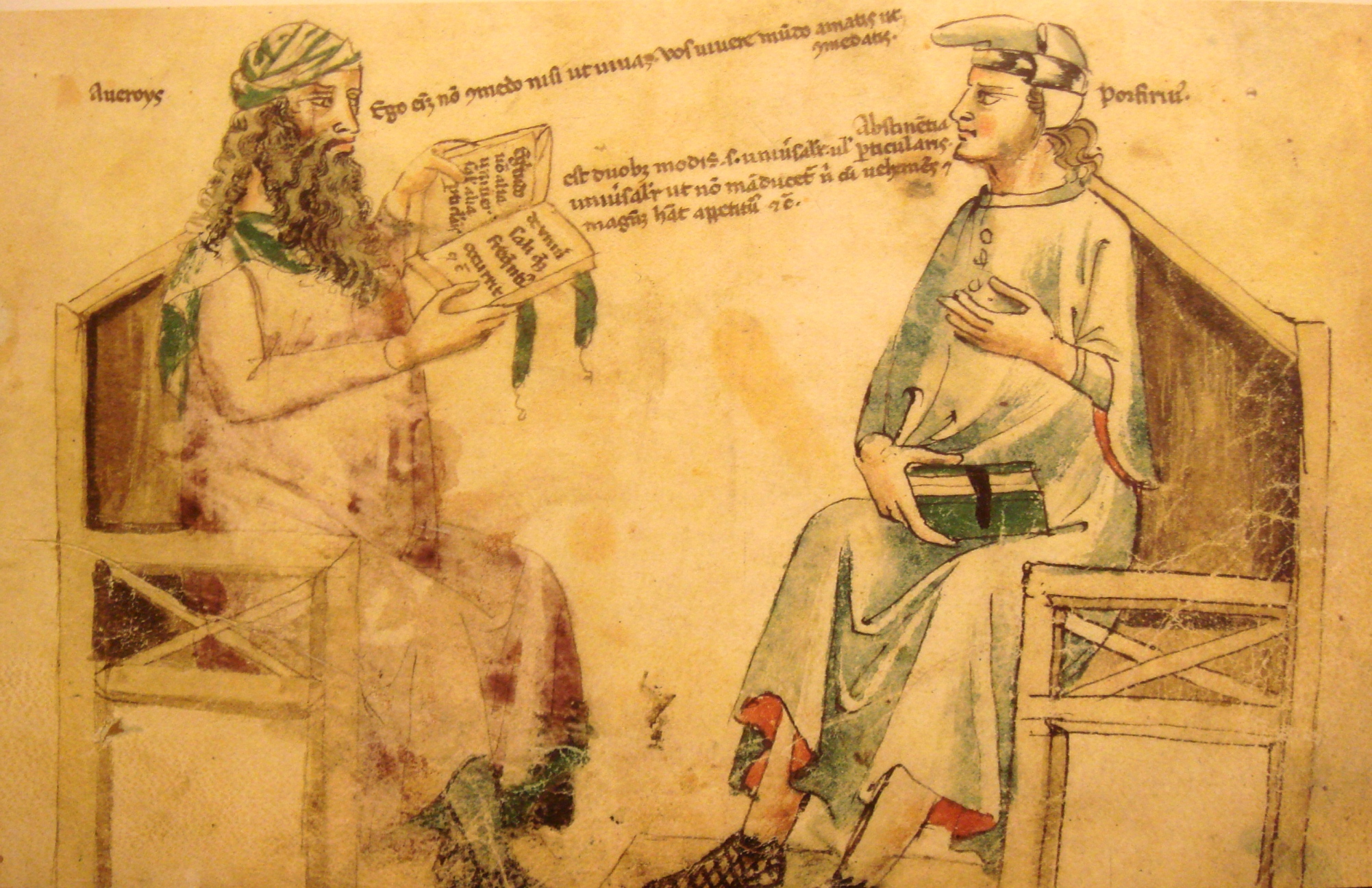
Dibattito immaginario fra Porfirio e Averroè. Opera del XIV secolo

Nel campo astronomico, Averroè approfondì un suo modello dell'universo cosiddetto "concentrico"; intuì che la Luna non è una stella e non emette luce, ecco perché la definì "opaca e oscura"; inoltre alcune parti del satellite le rilevò più dense e spesse di altre, e notò che alcune parti erano più esposte alla luce del Sole rispetto ad altre.

### Medicina

Il Colliget

Scrisse un'opera fondamentale come il Kitāb al-Kulliyyāt fī al-Ṭibb (Medicina generale, nota in Occidente come Colliget), che assieme all'altra opera medica, il Kitāb al-taysīr fī al-mudāwāt wa l-tadbīr (Medicina specialistica), scritta da Abū Marwān Ibn Zuhr, divenne, a lungo, il testo medico più seguito dai cristiani, dai musulmani e dagli ebrei. 
Averroè affrontò una serie di tematiche mediche importanti, quali la dissezione e l'autopsia. Contraddicendo l'interpretazione religiosa di al-Ghazali che condannava queste pratiche, Averroè affermò che "chiunque si sia occupato di anatomia e dissezione a scopo scientifico, ha incrementato la sua fede in Dio".
In urologia Averroè identificò le cause delle disfunzioni sessuali e fu il primo a prescrivere medicazioni per il trattamento di questi disturbi.
In neurologia propose la presenza di una malattia simile, per i sintomi, al Parkinson; nella oftalmologia fu il primo ad attribuire proprietà fotorecettive alla retina.

### Fisica
Averroè diede un notevole contributo allo sviluppo sia della meccanica sia della fisica, visto che fu il primo a definire la misurazione della forza come "il valore del lavoro necessario per cambiare lo stato di un materiale solido".
Sempre nel campo della cinetica, intuì per primo che l'effetto e il valore della forza applicati variavano a seconda dell'attrito presente; inoltre introdusse una nozione anticipatrice di quella che Isaac Newton denominò inerzia.

### Le traduzioni medievali
Le prime traduzioni che cominciarono a circolare in Europa cominciarono furono ad opra di ebrei andalusi cacciati dalla loro patria come Judah ibn Tibbbon, originario di Granada  e dopo suo figlio Samuel.
Le traduzioni in lingua latina furono poi opera di Michele Scoto, Ermanno il Tedesco, Guglielmo di Luna.

## Averroè nella cultura di massa
- Coerentemente con il rispetto che gli studiosi europei medioevali gli tributavano, Averroè viene citato nella Divina Commedia di Dante; egli compare insieme ad altri grandi filosofi pagani nel Limbo: "Averroìs che 'l gran commento feo" (Inferno - Canto quarto v. 144).
- In Vaticano, nella Scuola di Atene, Raffaello lo raffigura nella parte inferiore del quadrante sinistro.
- In Notre-Dame de Paris, di Victor Hugo, viene citato dall'arcidiacono Dom Claude Frollo, che lo definisce colui che provò a seppellire un raggio di sole
- In un racconto di Jorge Luis Borges dal titolo La ricerca di Averroè (chiaramente ispirato agli studi di Miguel Asín Palacios), il filosofo arabo appare alla vana ricerca del significato delle parole "tragedia" e "commedia". La sua impossibilità di approdare a una soluzione corrisponde alla effettiva incapacità distintiva in tale ambito della cultura arabo-musulmana classica.
- Il regista egiziano Yūsuf Shahīn realizzò nel 1997 il film Il destino (al-Maṣīr) a lui dedicato, facendolo assurgere a vittima dell'oltranzismo intellettuale di una parte del mondo islamico (gli Almohadi), esempio di certe arretratezze culturali del mondo musulmano contemporaneo e di certa sua intolleranza nei confronti della libera speculazione umana.
- Viene citato dai medici nel videogioco Assassin's Creed: Brotherhood.
- Viene più volte citato da Guglielmo da Baskerville nel romanzo di Umberto Eco Il nome della rosa.
- Viene citato da Italo Calvino nel romanzo Le città invisibili, nel brano sulla città Tamara.
- È protagonista del romanzo Averroè o il segretario del diavolo dello scrittore francese Gilbert Sinoué.

## Dediche
- Ad Averroè è intitolato l'asteroide Averroës della fascia principale.

### Traduzioni italiane
- Averroè, L'incoerenza dell'incoerenza dei filosofi, a cura di M. Campanini, UTET, Torino 1997
- Averroè, Il trattato decisivo sull'accordo della religione con la filosofia, a cura di M. Campanini, Rizzol-BUR, Milano 1994
- A. Illuminati (a cura di), Averroè e l'intelletto pubblico. Antologia di scritti di Ibn Rushd sull'anima, Manifesto Libri, Roma 1996